# Pintor de la Ballarina de Berlín

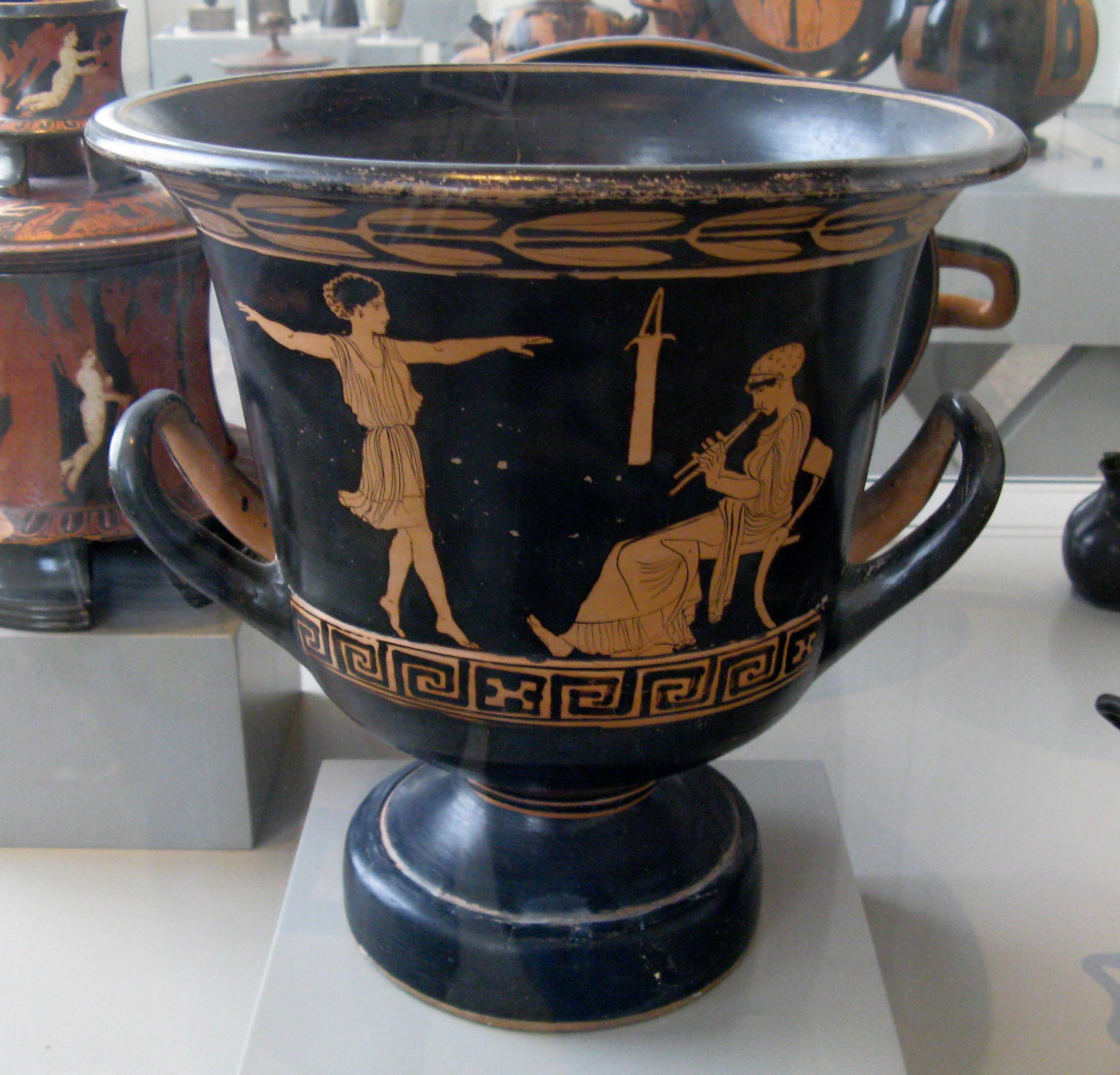
Got del Pintor de la Ballarina de Berlín

El Pintor de la ballarina de Berlín fou un pintor de gots de figures vermelles de la Pulla que va estar actiu entre el 430 i el 410 abans de la nostra era. El seu nom es deu a un cràter de calze en la col·lecció de l'Antikensammlung Berlin que representa a una jove ballant i una dona asseguda tocant l'aulos.
Com un dels primers pintors de ceràmica vermella del sud d'Itàlia, degué ser educat en un taller àtic. El seu got epònim mostra influències del treball del Pintor de la fíala, que treballà a l'Àtica. Ell i els seus seguidors devien tenir els tallers a Tares, l'actual Tàrent.(1)

## Obres

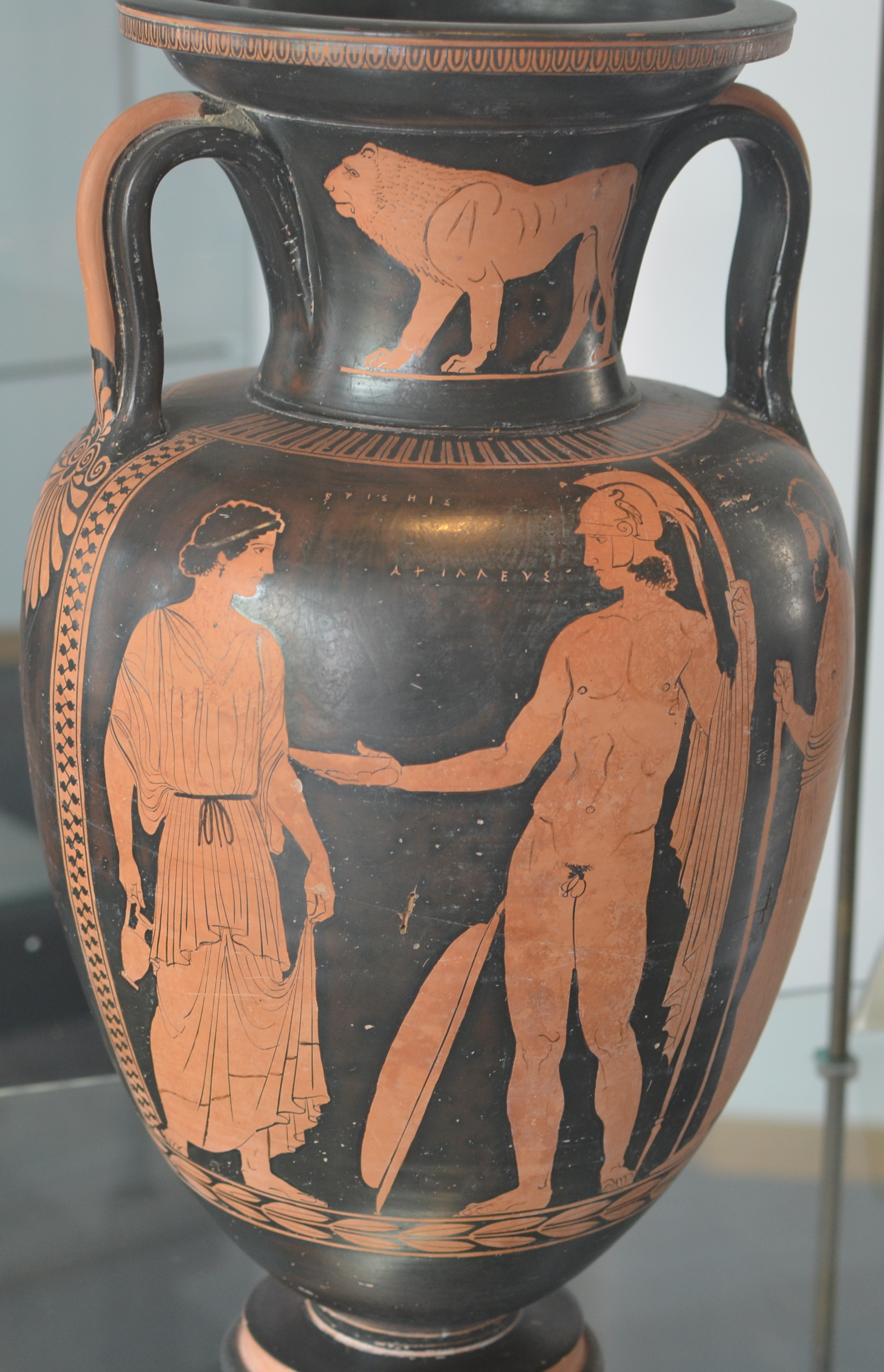
Briseida i Aquil·les en una àmfora, Museo Provinciale Sigismondo Castromediano de Lecce, Itàlia

Altres obres que se li atribueixen són:
- Un cràter conservat al Rhode Island School of Design Museum. Es mostra un làpites en el got amb Teseu o Hèracles lluitant contra dos centaures.
- Una àmfora en el Museu Provincial Sigismondo Castromediano de Lecce, Itàlia. Representa Briseida i Aquil·les.
- L'únic cràter de columnes atribuït a aquest pintor és en la col·lecció del Museu Camillo Leone de Vercelli, Itàlia. Mostra la persecució de Troilos per Aquil·les i està datada del 420 i 410 abans de la nostra era.[2]
- Una pèlice en la National Gallery of Victoria mostra una escena d'amazonomàquia.